# Břetislav Lvovský
Břetislav Lvovský, vlastním jménem Emil Pick (10. září 1857 Praha – 12. července 1910 Vídeň), byl český kontrabasista a hudební skladatel.

## Život
Po absolvování střední školy v Praze odešel do Vídně, kde studoval hru na kontrabas u Františka Simandla. V letech 1884–1890 působil jako učitel kontrabasu ve Lvově. Po krátkém pobytu v Berlíně se vrátil do Vídně, kde setrval až do své smrti v roce 1910. Podílel se na vzniku kontrabasové školy svého učitele Fr. Simandla: Die hohe Schule des Contrabassspiele.
Kromě pedagogické a skladatelské činnosti byl činný i literárně. Přispíval do pražského hudebního časopisu Dalibor referáty o hudebních událostech ve Lvově a ve Vídni. Psal i libreta k operám. Účastnil se kulturního života české menšiny a propagoval českou hudbu. Jeho skladby vycházely tiskem v Lipsku, Berlíně a v Brémách.
Jeho dcera, Celia Lovsky (1897–1979), se stala divadelní a filmovou herečkou. Vystudovala ve Vídni, ale největších úspěchů dosáhla ve Spojených státech.

## Dílo

### Opery
- Elga (1909)
- Dorian Gray (podle románu Oscara Wilda)
- Der Zerrissene
- Der Faktor (volně podle Ivana Sergejeviče Turgeněva)

### Operety
- Sherlock Holmes (1908)
- Cly-Cla-Clo, Moderne Diana

### Písně
- Kouzlo lásky, op. 8
- Skotská ukolébavka
- Měsíček, že jest mrtvý muž

### Další skladby
- Koncert pro housle a orchestr
- Elegie a burlesca pro kontrabas, Op. 18
- Dvě skladby pro kontrabas a orchestr op. 11
- Uns ist so kannibalisch wohl op. 7 (Scherz-Polka pro kontrabas nebo pozoun nebo fagot)
- Tři skladby podle Corelliho ve starém slohu pro kontrabas a klavír